# Ernest Giles

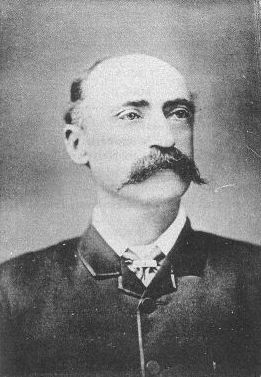
Ernest Giles

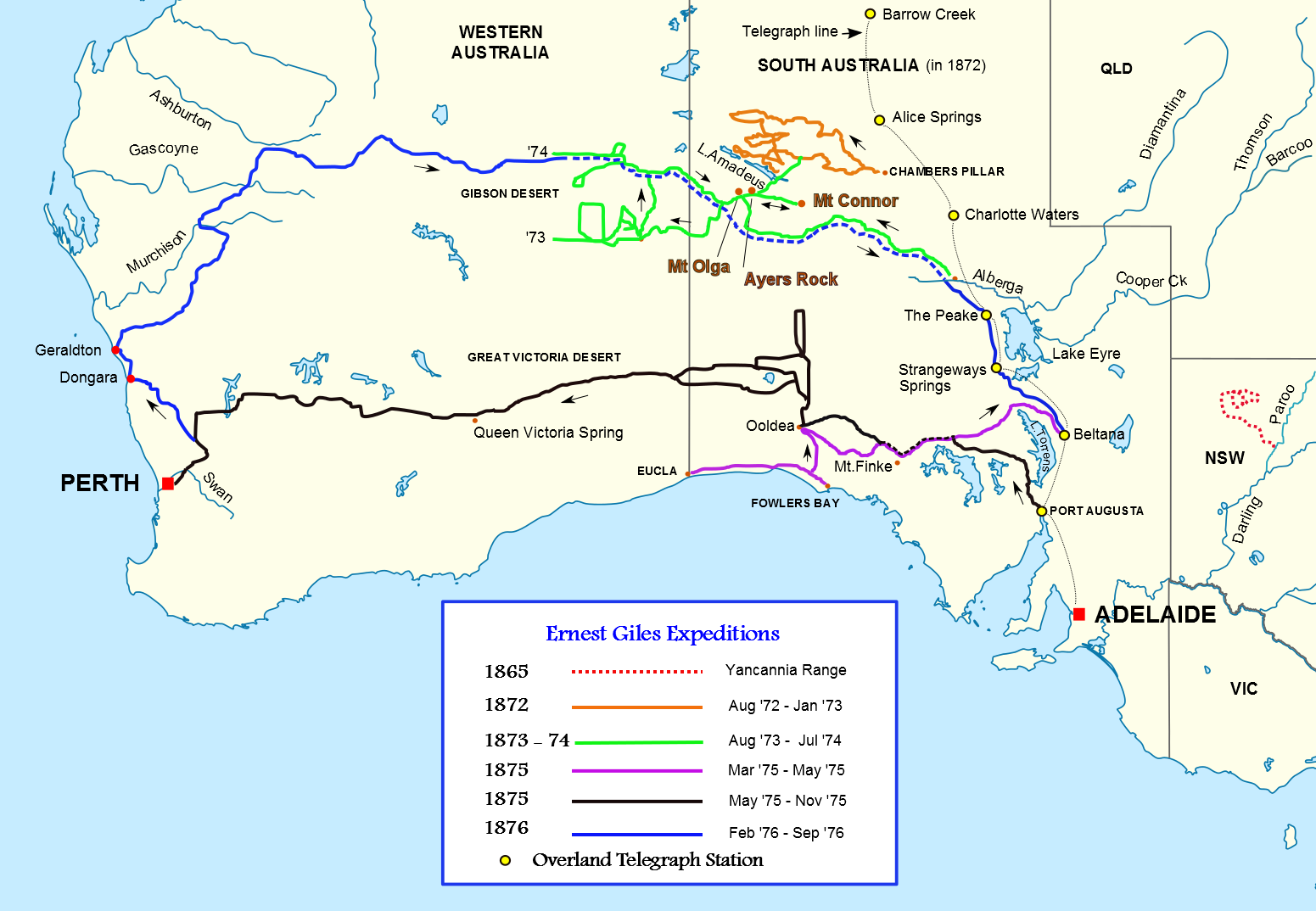
De reizen van Ernest Giles

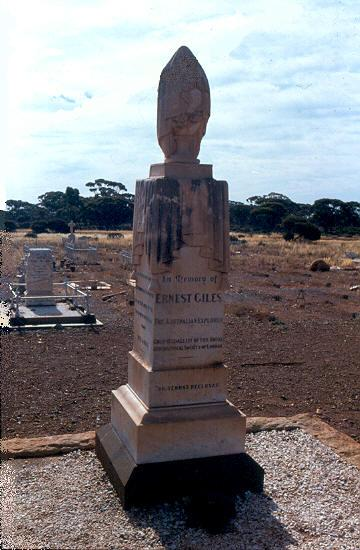
Het graf van Ernest Giles op het kerkhof van Coolgardie (West-Australië)

William Ernest Powell Giles (Bristol (Engeland), 7 juli 1835 - Coolgardie (Australië), 13 november 1897), beter bekend als Ernest Giles, was een Australische ontdekkingsreiziger die drie belangrijke expedities naar Centraal-Australië leidde.
Ernest Giles werd in 1835 in Engeland geboren. Toen hij 15 jaar oud was emigreerde hij naar Australië en woonde enkele jaren in Adelaide. Hij werkte op een aantal vee- en schapenfokkerijen, en ontwikkelde hierbij een affiniteit voor de Australische bush.
Hij was de eerste Europeaan die de rotsformatie the Olga's (nu bekend onder hun aboriginalnaam Kata Tjuṯa) en het Amadeusmeer zag. Hij wilde deze respectievelijk Mount Mueller en Lake Ferdinand noemen om zijn geldschieter Baron Ferdinand von Mueller te eren. Von Mueller overtuigde hem om het meer naar de Spaanse koning te noemen en de rotsen naar de koningin van Württemberg.
Giles gaf ook de Gibsonwoestijn haar naam, nadat zijn reisgenoot Alfred Gibson er verdween tijdens een expeditie van Zuid- naar West-Australië. Hij doorkruiste de woestijn tot tweemaal toe om Gibson terug te vinden, maar zijn zoektochten bleven zonder resultaat. Tijdens deze tochten kwam hij zelf bijna om van honger en dorst. Hij werd lid van de Londense Royal Geographical Society en kreeg een gouden medaille voor zijn exploten. Onder de naam Australia Twice Traversed publiceerde hij het verhaal van zijn zoektochten naar Gibson.
Ondanks zijn verkenningsreizen keerden de verschillende Australische regeringen Giles de rug toe. Zij gaven hem geen financiële compensatie voor zijn expedities en weigerden steun voor verdere reizen. Hij maakte nog enkele kortere tochten en werd klerk voor de West-Australische goudmijnen. Toen Ernest Giles in 1897 stierf aan longontsteking was hij bijna door de buitenwereld vergeten. Hij is begraven op het kerkhof van Coolgardie en zijn nakomelingen leven nog steeds in Zuid-Australië.
Wat weinig mensen weten is dat er een wandeling kan worden gemaakt door de Kings Canyon, nabij Kata Tjuta en Uluru. Dit is een loodzware wandelroute van 22km die Ernest Giles ten tijde van zijn ontdekkingsreis te paard heeft afgelegd. Deze route kan alleen worden bewandeld door goed uitgeruste en getrainde wandelaars. https://northernterritory.com/uluru-and-surrounds/see-and-do/the-giles-track